# تاکوئرویل (یوتا)
تاکوئرویل (به انگلیسی: Toquerville) شهری در ایالت یوتا کشور ایالات متحده آمریکا است که جمعیت آن در سرشماری سال ۲۰۱۰ میلادی، ۱٬۳۷۰ نفر بوده‌است.